# Chu♥Girl
『Chu♥Girl』（チュー・ガール）は、講談社が2005年8月5日に発行した日本の少女漫画雑誌。
『なかよし』、『別冊フレンド』、『デザート』の3誌共同編集で発行。不定期刊予定であったが、創刊号以外発行されず、わずか1号のみの発行となった。